# John Evershed
John Evershed, angleški astronom, * 26. februar 1864, Gomshall (Surrey), † 17. november 1956, Ewhurst, Surrey.
Evershed je kot prvi opazoval radialne premike v Sončevih pegah, kar je zdaj znano kot Evershedov pojav.
1. 1 2  SNAC — 2010.